# Thomas Enqvist
Thomas Karl Johan Enqvist (Stockholm, 13 maart 1974) is een professionele Zweedse tennisspeler. Hij werd tennisprof in 1991, en won in 1992 zijn eerste ATP-toernooi. Zijn hoogste notering op de wereldranglijst was nummer 4 in 1999. In dat jaar bereikte hij de finale van de Australian Open; daarin verloor hij van Jevgeni Kafelnikov. In datzelfde jaar won hij met Zweden ook de Davis Cup.
In totaal won hij 19 toernooien in enkel- en één in dubbelspel. Op 20 april 2006 kondigde hij aan te stoppen met proftennis. Hij was toen teruggezakt tot nummer 224 op de wereldranglijst.

## Palmares

### Enkelspel
| Nr.              | Datum            | Toernooi         | Ondergrond    | Tegenstander in finale | Score                      | Details |
| ---------------- | ---------------- | ---------------- | ------------- | ---------------------- | -------------------------- | ------- |
| Gewonnen finales |                  |                  |               |                        |                            |         |
| 1.               | 18 oktober 1992  | ATP Bolzano      | Tapijt (i)    | Arnaud Boetsch         | 6-2, 1-6, 7-6(7)           | Details |
| 2.               | 29 augustus 1993 | ATP Schenectady  | Hardcourt     | Brett Steven           | 4-6, 6-3, 7-6              | Details |
| 3.               | 15 januari 1995  | ATP Auckland     | Hardcourt     | Chuck Adams            | 6-2, 6-1                   | Details |
| 4.               | 26 februari 1995 | ATP Philadelphia | Tapijt (i)    | Michael Chang          | 0-6, 6-4, 6-0              | Details |
| 5.               | 14 mei 1995      | ATP Pinehurst    | Gravel        | Javier Frana           | 6-3, 3-6, 6-3              | Details |
| 6.               | 20 augustus 1995 | ATP Indianapolis | Hardcourt     | Bernd Karbacher        | 6-4, 6-3                   | Details |
| 7.               | 12 november 1995 | ATP Stockholm    | Hardcourt (i) | Arnaud Boetsch         | 7-5, 6-4                   | Details |
| 8.               | 14 april 1996    | ATP New Delhi    | Hardcourt     | Byron Black            | 6-2, 7-6(3)                | Details |
| 9.               | 3 november 1996  | ATP Parijs       | Tapijt (i)    | Jevgeni Kafelnikov     | 6-2, 6-4, 7-5              | Details |
| 10.              | 10 november 1996 | ATP Stockholm    | Hardcourt (i) | Todd Martin            | 7-5, 6-4, 7-6              | Details |
| 11.              | 16 februari 1997 | ATP Marseille    | Hardcourt (i) | Marcelo Rios           | 6-4, 1-0, opgave           | Details |
| 12.              | 8 februari 1998  | ATP Marseille    | Hardcourt (i) | Jevgeni Kafelnikov     | 6-4, 6-1                   | Details |
| 13.              | 3 mei 1998       | ATP München      | Gravel        | Andre Agassi           | 6-7(4), 7-6(6), 6-3        | Details |
| 14.              | 10 januari 1999  | ATP Adelaide     | Hardcourt     | Lleyton Hewitt         | 4-6, 6-1, 6-2              | Details |
| 15.              | 31 oktober 1999  | ATP Stuttgart    | Hardcourt (i) | Richard Krajicek       | 6-1, 6-4, 5-7, 7-5         | Details |
| 16.              | 14 november 1999 | ATP Stockholm    | Hardcourt (i) | Magnus Gustafsson      | 6-3, 6-4, 6-2              | Details |
| 17.              | 13 augustus 2000 | ATP Cincinnati   | Hardcourt     | Tim Henman             | 7-6(5), 6-4                | Details |
| 18.              | 29 oktober 2000  | ATP Bazel        | Tapijt (i)    | Roger Federer          | 6-2, 4-6, 7-6(4), 1-6, 6-1 | Details |
| 19.              | 17 februari 2002 | ATP Marseille    | Hardcourt (i) | Nicolas Escude         | 6-7(4), 6-3, 6-1           | Details |
| Verloren finales |                  |                  |               |                        |                            |         |
| 1.               | 6 augustus 1995  | ATP Los Angeles  | Hardcourt     | Michael Stich          | 7-6(7), 6-7(4), 2-6        | Details |
| 2.               | 27 juli 1997     | ATP Los Angeles  | Hardcourt     | Jim Courier            | 4-6, 4-6                   | Details |
| 3.               | 1 maart 1998     | ATP Philadelphia | Tapijt (i)    | Pete Sampras           | 5-7, 6-7(3)                | Details |
| 4.               | 1 februari 1999  | Australian Open  | Hardcourt     | Jevgeni Kafelnikov     | 6-4, 0-6, 3-6, 6-7(1)      | Details |
| 5.               | 9 januari 2000   | ATP Adelaide     | Hardcourt     | Lleyton Hewitt         | 6-3, 3-6, 2-6              | Details |
| 6.               | 9 maart 2000     | ATP Indian Wells | Hardcourt     | Alex Corretja          | 4-6, 4-6, 3-6              | Details |
| 7.               | 27 augustus 2000 | ATP Long Island  | Hardcourt     | Magnus Norman          | 3-6, 7-5, 5-7              | Details |

### Dubbelspel
| Nr.                           | Datum            | Toernooi      | Ondergrond    | Partner        | Tegenstanders in finale          | Score    | Details |
| ----------------------------- | ---------------- | ------------- | ------------- | -------------- | -------------------------------- | -------- | ------- |
| Gewonnen finales heren dubbel |                  |               |               |                |                                  |          |         |
| 1.                            | 16 februari 1997 | ATP Marseille | Hardcourt (i) | Magnus Larsson | Olivier Delaitre Fabrice Santoro | 6-3, 6-4 | Details |

## Prestatietabel
| Legenda | Legenda                          |
| ------- | -------------------------------- |
| g.t.    | geen toernooi gehouden           |
| l.c.    | lagere categorie                 |
| –       | niet deelgenomen                 |
| G       | uitgeschakeld in de groepsfase   |
| 1R      | uitgeschakeld in de eerste ronde |
| 2R      | uitgeschakeld in de tweede ronde |
| 3R      | uitgeschakeld in de derde ronde  |
| 4R      | uitgeschakeld in de vierde ronde |
| KF      | uitgeschakeld in de kwartfinale  |
| HF      | uitgeschakeld in de halve finale |
| F       | de finale verloren               |
| W       | het toernooi gewonnen            |
| w-v     | winst/verlies-balans             |

| Toernooi              | 1991   | 1992 | 1993   | 1994   | 1995   | 1996  | 1997   | 1998   | 1999   | 2000  | 2001   | 2002   | 2003   | 2004  | 2005   | Carrière winst-verlies |
| --------------------- | ------ | ---- | ------ | ------ | ------ | ----- | ------ | ------ | ------ | ----- | ------ | ------ | ------ | ----- | ------ | ---------------------- |
| Grandslamtoernooien   |        |      |        |        |        |       |        |        |        |       |        |        |        |       |        |                        |
| Australian Open       | –      | 2R   | 1R     | 2R     | 3R     | KF    | 4R     | 2R     | F      | 1R    | –      | 2R     | 1R     | 3R    | 1R     | 22-13                  |
| Roland Garros         | –      | –    | 1R     | 1R     | 1R     | 1R    | –      | 3R     | 2R     | 3R    | 4R     | 2R     | 1R     | 3R    | 1R     | 11-12                  |
| Wimbledon             | –      | –    | 1R     | –      | 1R     | 2R    | –      | 3R     | 3R     | 4R    | KF     | 2R     | 1R     | 3R    | 1R     | 15-10                  |
| US Open               | –      | –    | 4R     | 3R     | 2R     | 4R    | –      | –      | 1R     | 4R    | 1R     | 3R     | 2R     | 2R    | –      | 16-10                  |
| Winst-verlies         | 0-0    | 1-1  | 3-4    | 3-3    | 3-4    | 8-4   | 3-1    | 5-3    | 9-4    | 8-4   | 7-3    | 5-4    | 1-4    | 7-4   | 0-3    | 63-46                  |
| Tennis Masters Cup    |        |      |        |        |        |       |        |        |        |       |        |        |        |       |        |                        |
| ATP World Tour Finals | –      | –    | –      | –      | –      | –     | –      | –      | –      | –     | –      | –      | –      | –     | –      | 0-3                    |
| ATP Masters 1000      |        |      |        |        |        |       |        |        |        |       |        |        |        |       |        |                        |
| Indian Wells          | –      | –    | –      | –      | 3R     | 2R    | 2R     | KF     | 1R     | F     | 2R     | KF     | 1R     | 1R    | 3R     | 16-11                  |
| Miami                 | –      | –    | 1R     | –      | 3R     | 2R    | 2R     | KF     | HF     | 4R    | 3R     | 3R     | 3R     | 1R    | 1R     | 15-12                  |
| Monte Carlo           | –      | –    | 1R     | –      | 2R     | 2R    | 2R     | 1R     | 2R     | 2R    | 2R     | 1R     | –      | 1R    | –      | 4-10                   |
| Stuttgart/Madrid      | 1R     | 3R   | 1R     | 2R     | KF     | 3R    | 2R     | –      | W      | 2R    | KF     | –      | 2R     | –     | –      | 16-10                  |
| Rome                  | –      | –    | –      | –      | –      | 3R    | –      | 1R     | 1R     | 3R    | 2R     | 3R     | 1R     | –     | –      | 7-7                    |
| Montréal/Toronto      | –      | –    | –      | KF     | HF     | KF    | KF     | –      | 1R     | 3R    | 1R     | 1R     | –      | 1R    | –      | 13-9                   |
| Cincinnati            | –      | –    | –      | 3R     | HF     | HF    | 2R     | –      | 2R     | W     | 1R     | 3R     | 2R     | 1R    | –      | 20-9                   |
| Hamburg               | –      | –    | 1R     | –      | –      | –     | –      | –      | –      | 2R    | 1R     | 1R     | –      | –     | –      | 1-4                    |
| Parijs                | –      | –    | –      | –      | 2R     | W     | HF     | 1R     | 3R     | 2R    | 2R     | –      | –      | 1R    | –      | 12-7                   |
| Olympische Spelen     |        |      |        |        |        |       |        |        |        |       |        |        |        |       |        |                        |
| Olympische Spelen     | n.v.t. | –    | n.v.t. | n.v.t. | n.v.t. | 3R    | n.v.t. | n.v.t. | n.v.t. | –     | n.v.t. | n.v.t. | n.v.t. | 1R    | n.v.t. | 2-2                    |
| Statistieken          |        |      |        |        |        |       |        |        |        |       |        |        |        |       |        |                        |
| Totaal aantal titels  | 0      | 1    | 1      | 0      | 5      | 3     | 1      | 2      | 3      | 2     | 0      | 1      | 0      | 0     | 0      | 19                     |
| Totaal winst-verlies  | 1-5    | 16-9 | 18-23  | 23-19  | 63-23  | 58-29 | 39-23  | 36-15  | 48-28  | 51-23 | 33-22  | 28-16  | 13-27  | 14-21 | 7-12   | 448-297                |
| Eindejaarsranking     | 231    | 63   | 88     | 59     | 7      | 9     | 28     | 22     | 4      | 9     | 24     | 44     | 96     | 72    | 133    |                        |

### Prestatietabel grand slam, dubbelspel
Enqvist speelde in grandslamtoernooien nooit in het dubbelspel.